# Giggi Zanazzo (periodico)
(motto della testata.)
Giggi Zanazzo - Giornale dialettale satirico umoristico. Organo della Lega - je rode 'gni domenica era un giornale satirico in dialetto romanesco.
Il nome fu scelto in omaggio all'omonimo poeta scomparso e con l'intento di proseguire l'opera di lui, che sul Rugantino aveva accolto ed incoraggiato tanti giovani poeti romaneschi. Allineò fra i suoi collaboratori i più bei nomi del parnaso dialettale del tempo.
Uscì nel giugno del 1926 e proseguì le pubblicazioni fino al 1928.